# راپلر
راپلر (انگلیسی: Rappler) شرکت رسانه‌ای فیلیپینی است، که در سال ۲۰۱۲ توسط ماریا رسا تأسیس شد.